# رودي هورن
رودي هورن (بالألمانية: Rudy Horn)‏ هو لاعب سيرك ‏ ألماني، ولد في 14 فبراير 1933 في نورنبرغ في ألمانيا، وتوفي في 12 أكتوبر 2018.